# هوتسولكا كسينيا (فلم)
هوتسولكا كسينيا (بالأوكرانية: Гуцулка Ксеня) فيلم موسيقي أوكراني انتج عام 2019 من إخراج أولينا ديميانينكو ، استنادًا إلى الأوبريت الذي يحمل نفس الاسم للمخرج ياروسلاف بارنيش.
صدر الفيلم بتوزيع أوكراني واسع في 7 مارس 2019. أقيم العرض التلفزيوني الأول في 3 مايو 2020 على قناة "1+1" التلفزيونية.

## القصة
تدور احداث الفيلم في عام 1939 مع احتلال غرب أوكرانيا ، بقي البلاشفة عدة أسابيع، يأتي أمريكي من أصل أوكراني يارو للزواج من فتاة أوكرانية. وكان هذا الشرط الوحيد لحصوله ثروة كبيرة من والده.